# عبدالحق
عبدالحق (زاده ۲۳ آوریل ۱۹۵۸- درگذشته در ۲۶ اکتبر ۲۰۰۱) از رهبران پشتون مجاهدین افغان در جنگ شوروی در افغانستان و رژیم کمونیست افغانستان بود.
وی پس از حادثه ۱۱ سپتامبر برای جمع کردن نیروهای پشتون برای پیوستن به ائتلاف شمال به افغانستان بازگشته بود که توسط طالبان ترور شد.
عبدالحق از پشتون‌های غلزایی و از قبیلهٔ احمدزی بود. برادر وی عبدالقدیر از سیاستمداران و محاهدین مهم افغانستان بود که در سال ۲۰۰۲ توسط طالبان ترور شد. برادر دیگر وی عزیزالله دین‌محمد نیز به عنوان والی کابل فعالیت کرده‌است.